# Greenwich Island
Greenwich Island (historische Namen: Sartorius Island, Berezina Island) ist eine Insel der Südlichen Shetlandinseln. Sie hat eine Länge von 24 km, eine Breite zwischen 0,8 und 10 km und weist eine Fläche von 173,8 km² auf. Sie liegt in der Südgruppe des Archipels zwischen Robert Island im Nordosten und Livingston Island im Südwesten und wird von diesen getrennt durch die Englische und die McFarlane-Straße. Die höchste Erhebung der stark vergletscherten Insel ist der 625 m hohe Momchil Peak.
Die chilenische Forschungsstation Arturo Prat und die ecuadorianische Station Pedro Vicente Maldonado liegen an der Discovery Bay im Nordosten der Insel.  
Die Bezeichnung Greenwich Island datiert zurück auf das Jahr 1821 oder noch früher und hat sich als gängiger Name der Insel durchgesetzt. 

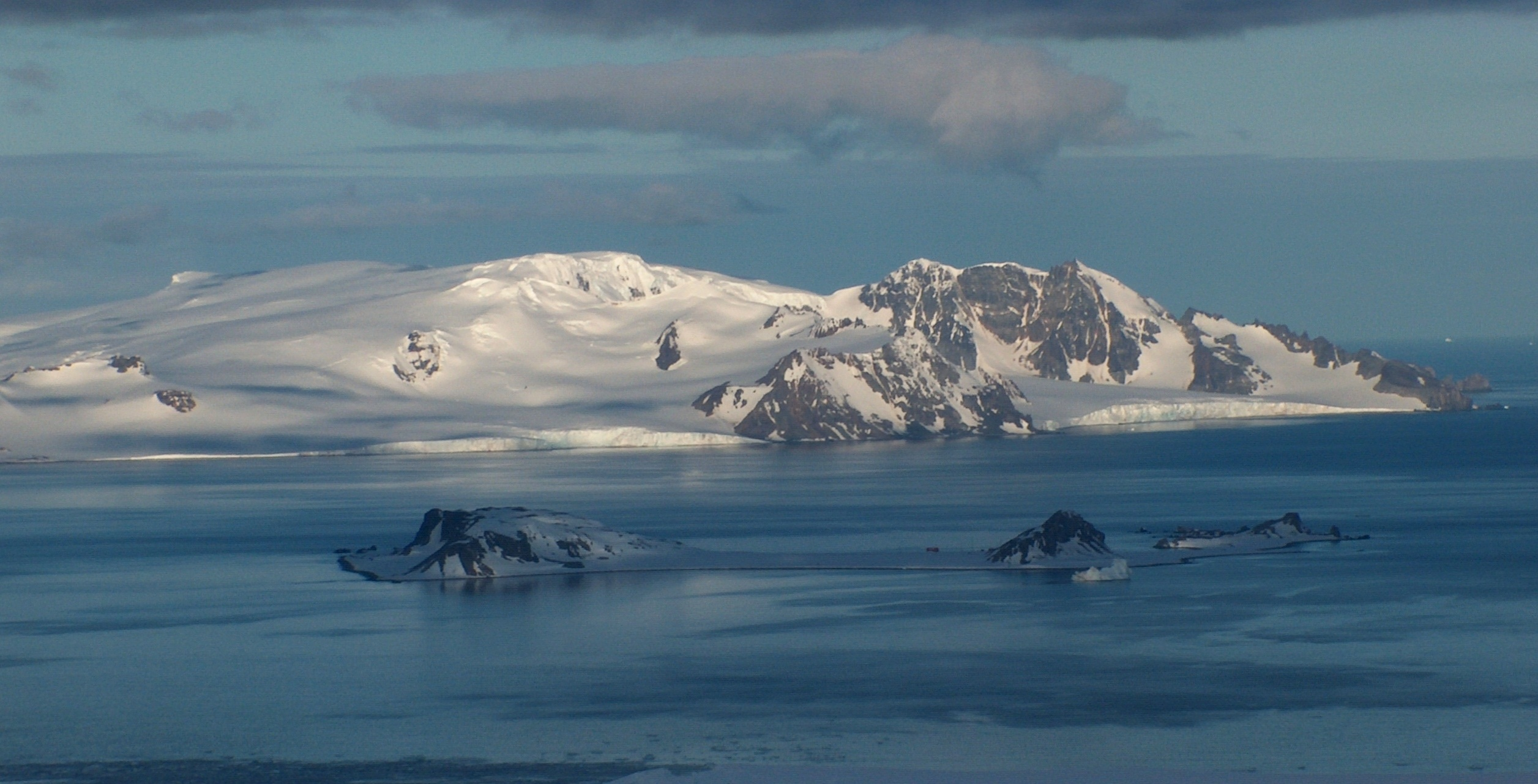
Breznik Heights
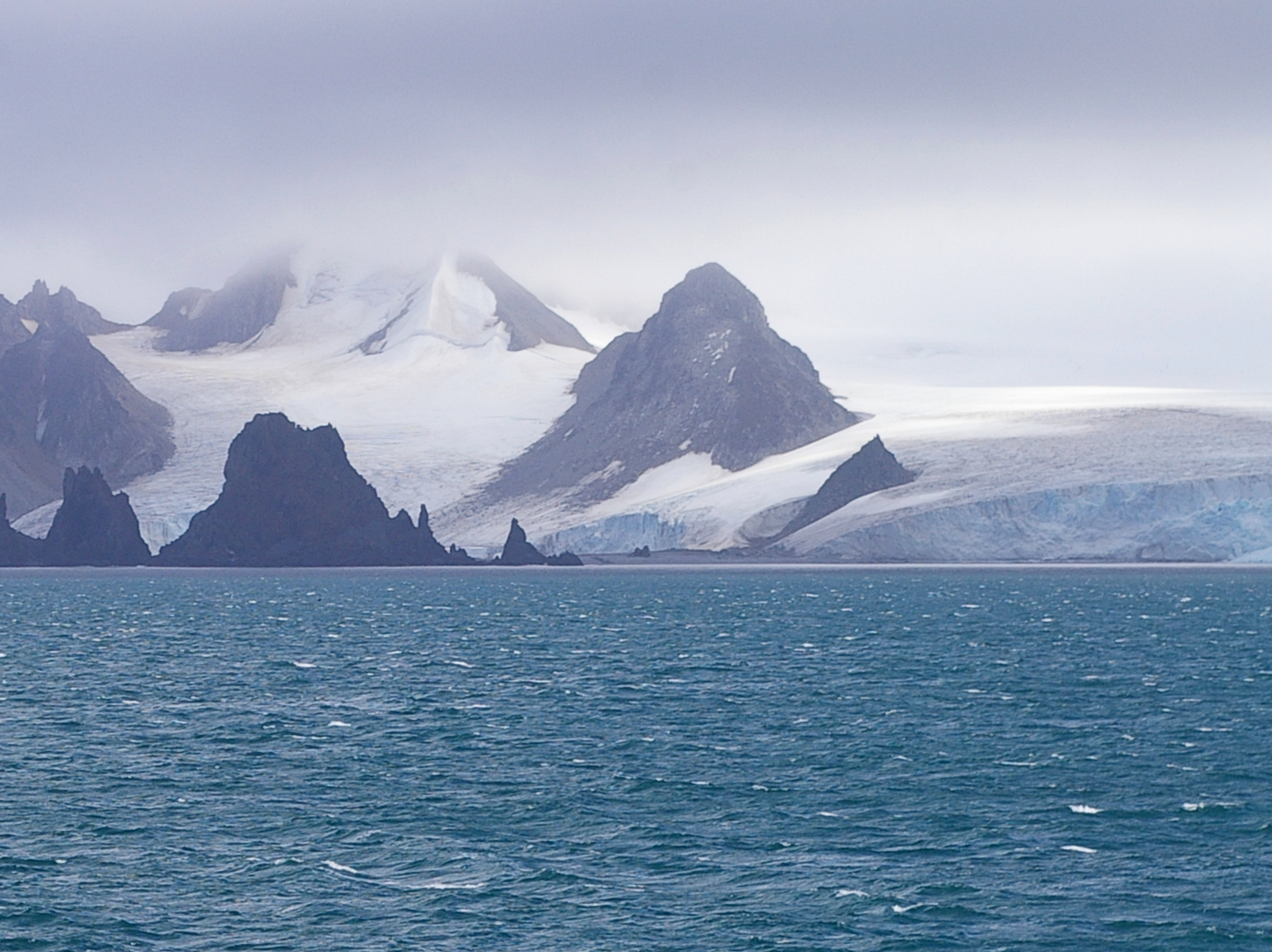
St. Kiprian Peak
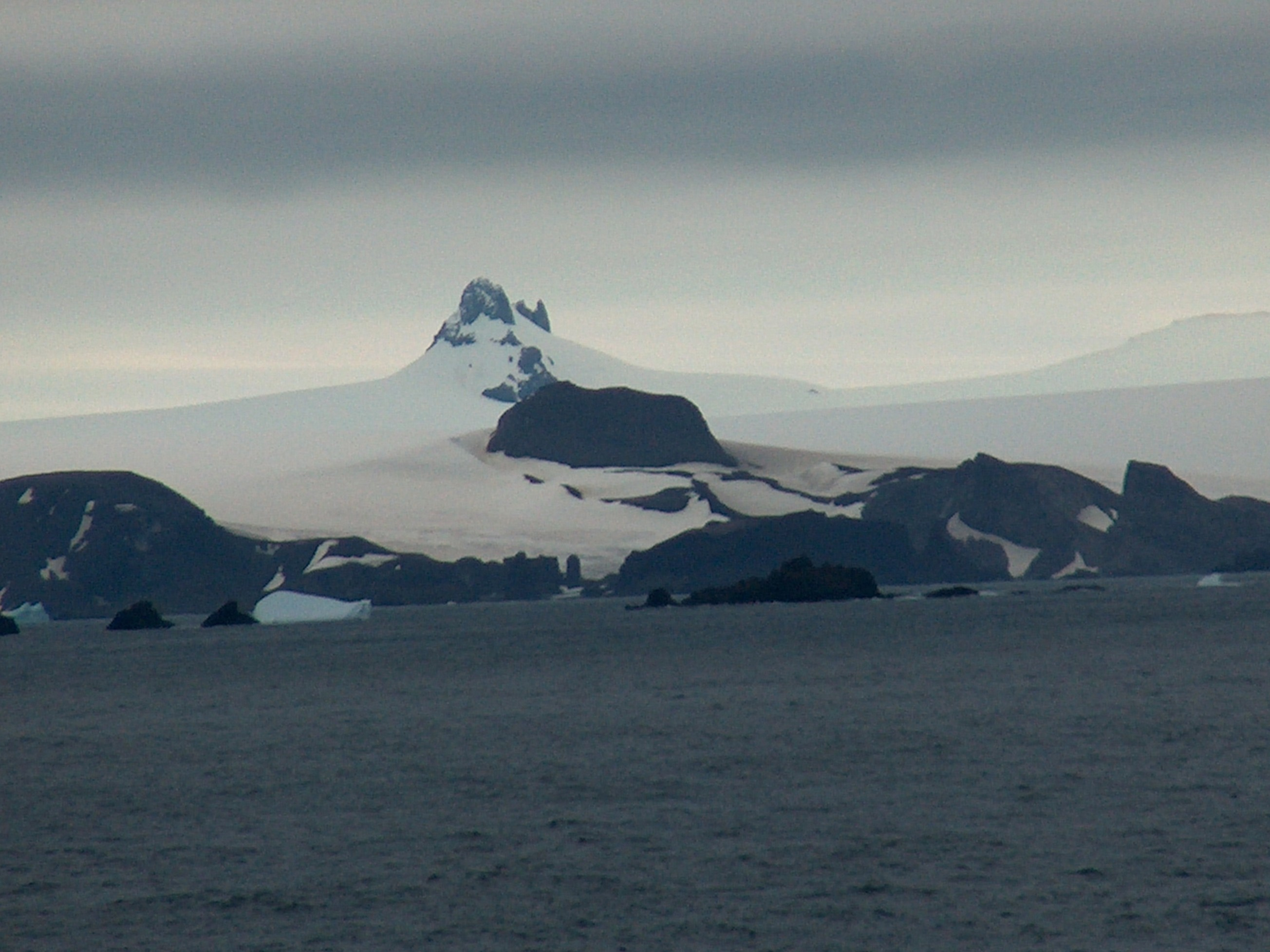
Chrabr-Nunatak
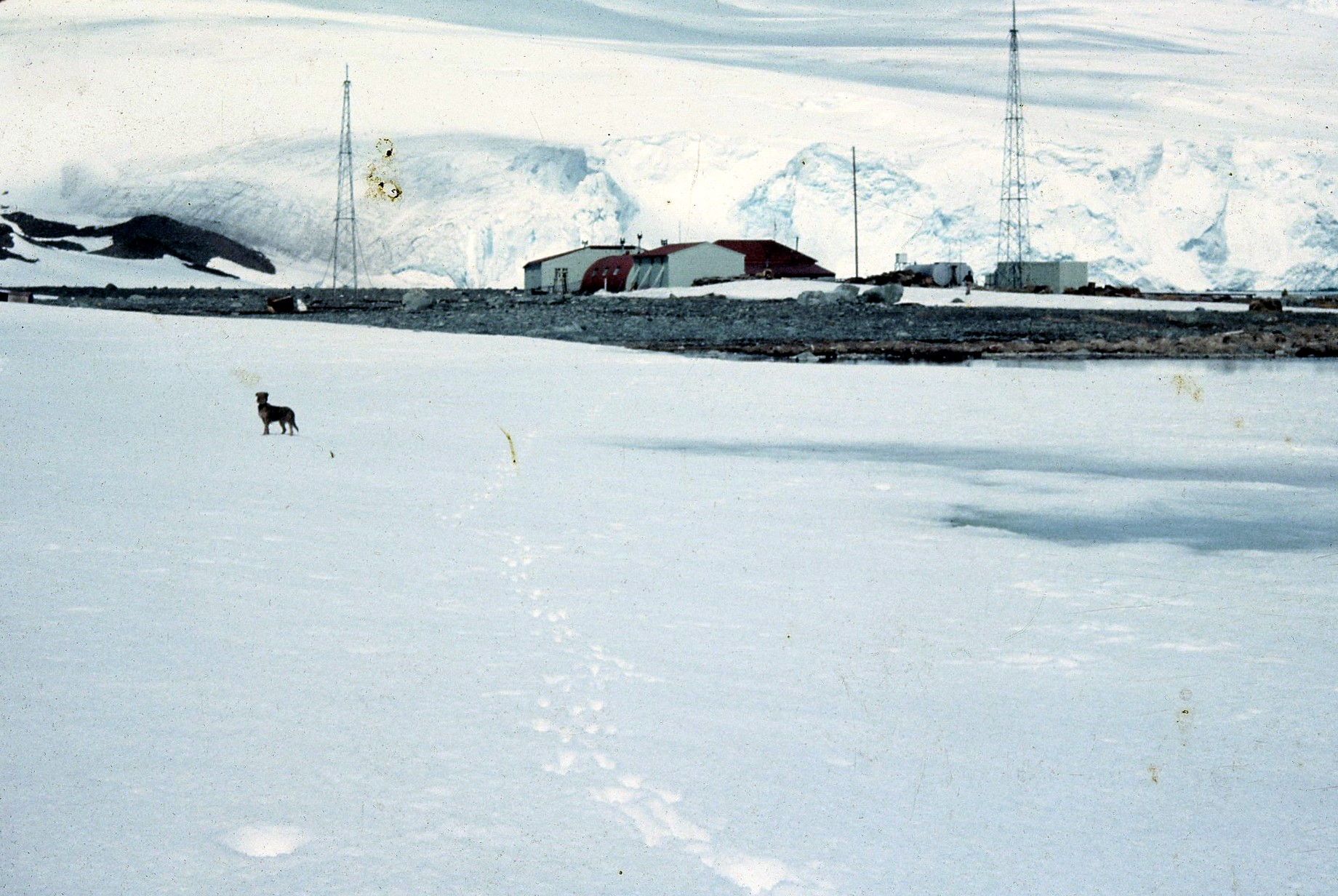
Arturo-Prat-Station

## Karten

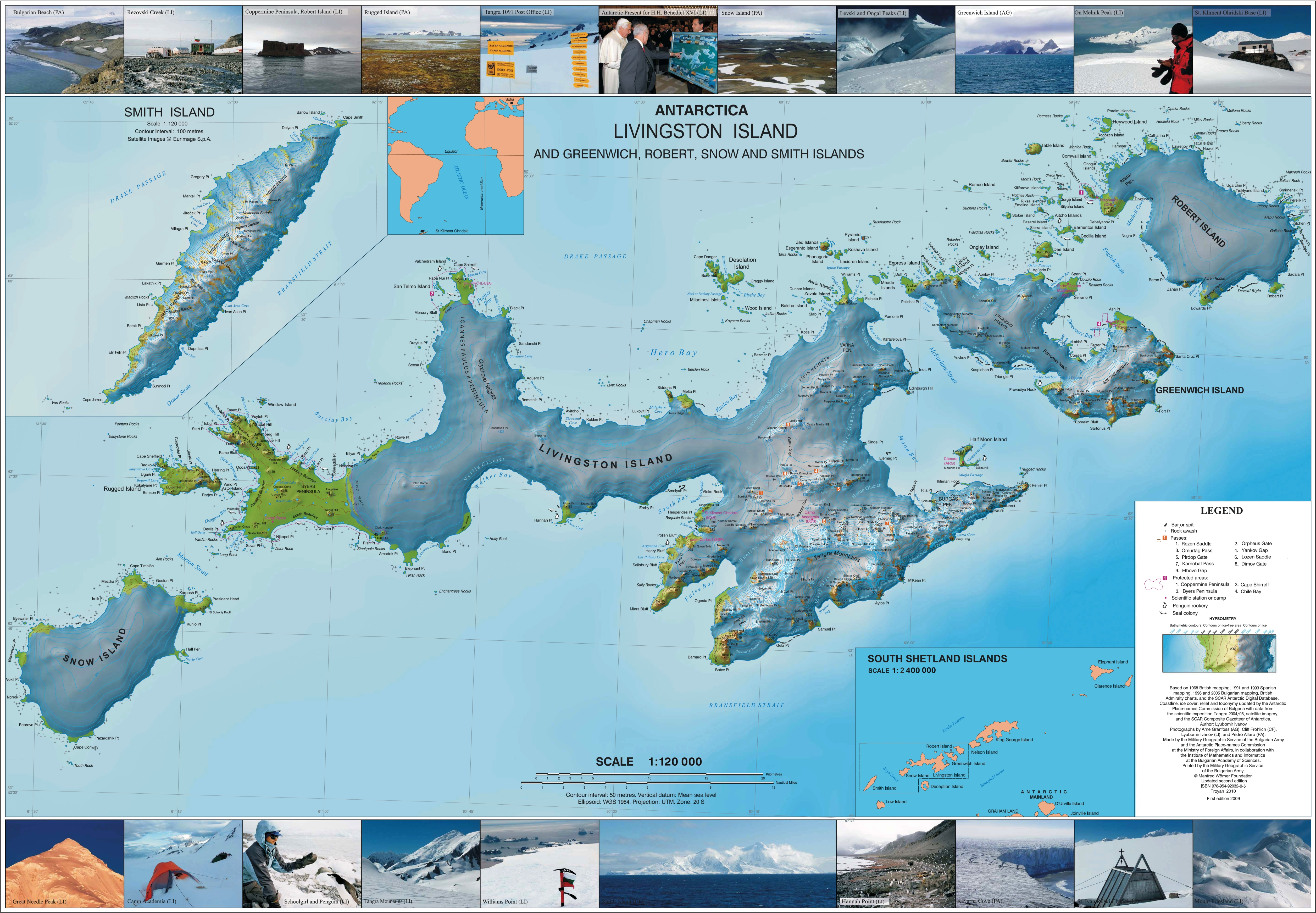
Topographische Karte von Livingston Island, Greenwich Island, Robert Island, Snow Island und Smith Island.

- L. L. Ivanov et al.: Antarctica: Livingston Island and Greenwich Island, South Shetland Islands (from English Strait to Morton Strait, with illustrations and ice-cover distribution). Topografische Karte im Maßstab 1:100.000, Antarctic Place-names Commission of Bulgaria, Sofia 2005.
- L. L. Ivanov: Antarctica: Livingston Island and Greenwich, Robert, Snow and Smith Islands. Topografische Karte im Maßstab 1:120.000. Manfred-Wörner-Stiftung, Troyan, 2009.  ISBN 978-954-92032-6-4